# Niewirków (Ukraina)
Niewirków (ukr. Невірків, Newirkiw) – wieś na Ukrainie, w obwodzie rówieńskim, w rejonie koreckim.

## Historia
Wieś włości międzyrzeckiej, własność kniazia Joachima Koreckiego w 1577 roku.
W 1789 roku w Niewirkowie nocą zamordowani zostali rotmistrz kawalerii narodowej Ignacy Wyleżyński wraz z żoną Anną z Bierzyńskich i pięciorgiem osób. Zbrodni tej dopuścili się dwaj służący – lokaj i rymarz. Zbrodnia ta poruszyła nawet posłów podczas Sejmu czteroletniego. 
W latach 1924–1939 w Niewirkowie stacjonowały kolejno pododdziały kawalerii Korpusu Ochrony Pogranicza: 4 Szwadron Kawalerii KOP, Szkolny Szwadron Kawalerii KOP „Niewirków” i Dywizjon Kawalerii KOP „Niewirków”.
W czasie okupacji niemieckiej mieszkająca tutaj ukraińska rodzina Ribaczoków ukrywała Żydów. W 1994 roku Instytut Jad Waszem uhonorował za to tytułami Sprawiedliwych wśród Narodów Świata Warwarę Ribaczok, jej córkę Oksanę Ribaczok i synową Wirę Ribaczok.

## Architektura
- dom mieszkalny - w środku wsi pod koniec XIX w. znajdował się dom mieszkalny, otoczony pięknym ogrodem. Niegdyś była to wiejska siedziba Doroty ze Steckich (1785-1854)[7] i ks. Józefa Lubomirskiego (1785-1870)[8], właściciela dóbr Dubno, senatora-kasztelana Królestwa Polskiego w l. 1825-31[8]. Pod koniec XIX w. dom, jak również domki znajdujące się w ogrodzie były zaniedbane; ogród również był opuszczony[9].
- kościół pw. św. Trójcy - dawny kościół oo. dominikanów znajduje się w centrum wsi. W 1698 r. w tym samym miejsce Mikołaj Rokszycki, podczaszy trocki zbudował drewniany klasztor dominikański. W 1807 r. na jego miejscu Jan Kazimierz Stecki (zm. 1820)[10], ojciec Doroty, zbudował nowoczesny kamienny kościół  w stylu klasycystycznym. Portyk tworzą cztery kolumny zwieńczone tympanonem. Nad wejściem do świątyni znajduje się napis w języku polskim: Z darów Twoich Boże, Tobie ofiaruję. 1807 Jan Stecki. Po powstaniu listopadowym w 1831 r. klasztor został zlikwidowany, a świątynia została przekształcona w kościół Bożego Ciała. Obecnie obiekt jest zamknięty i wymaga renowacji.

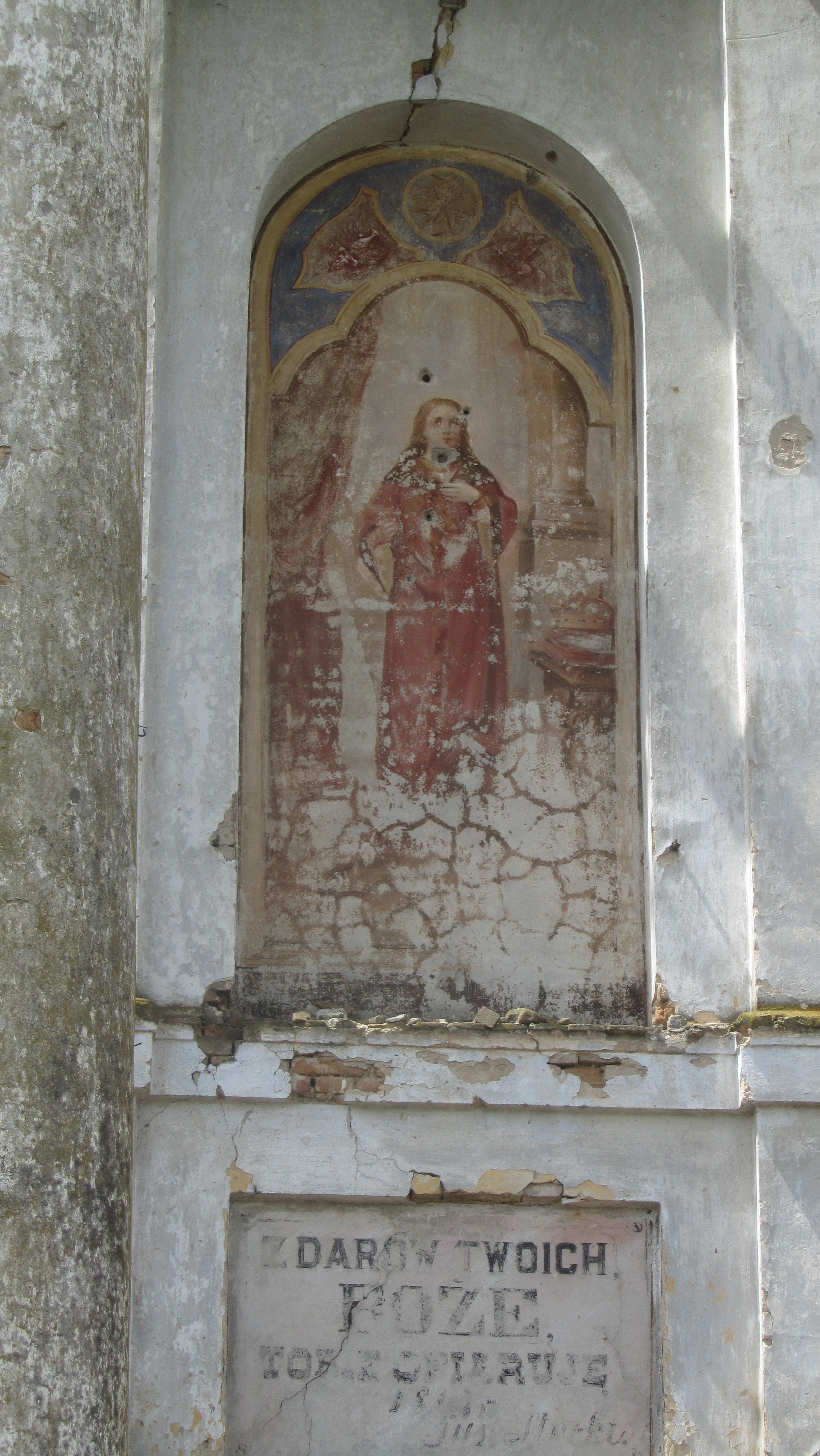
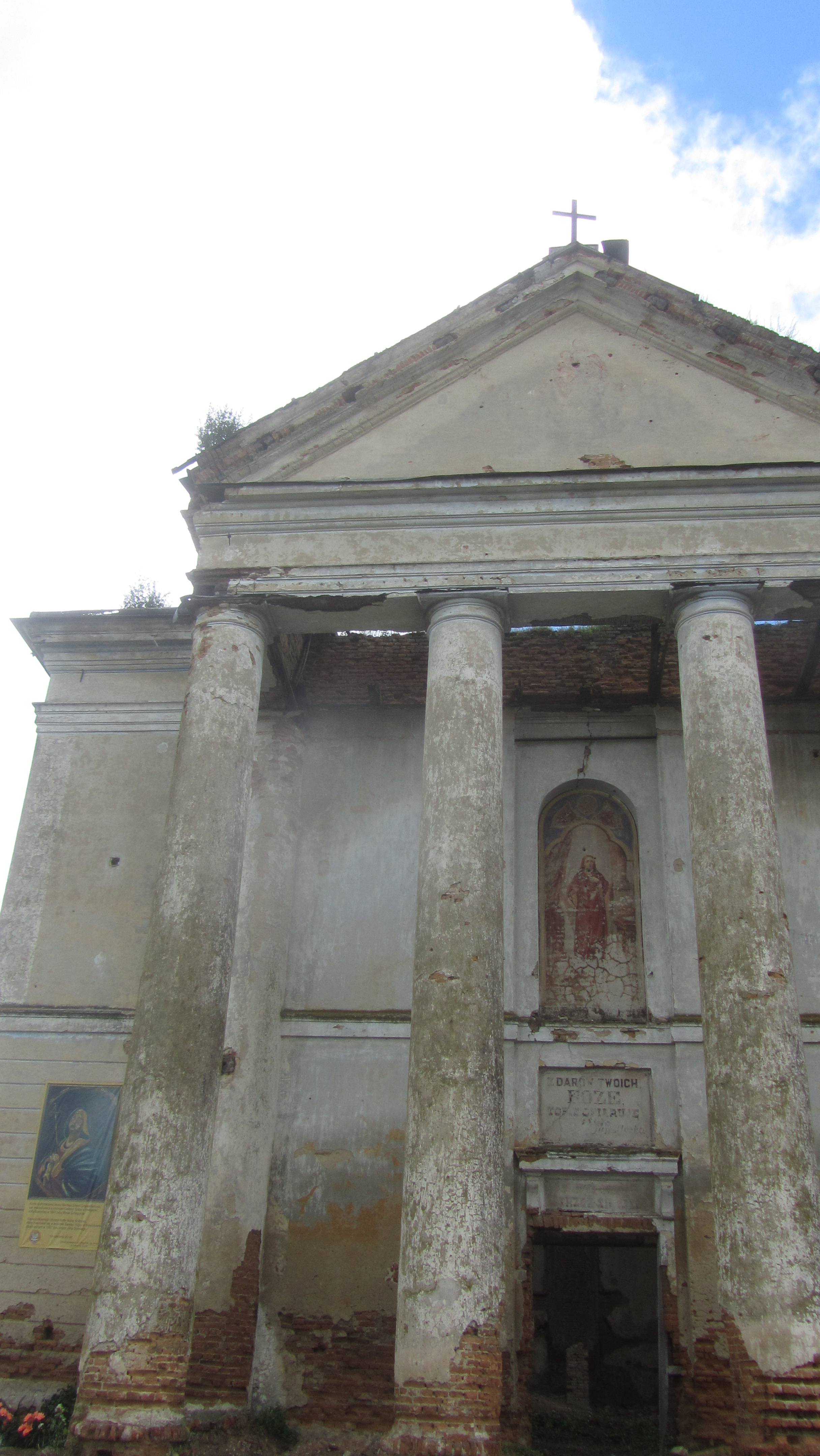
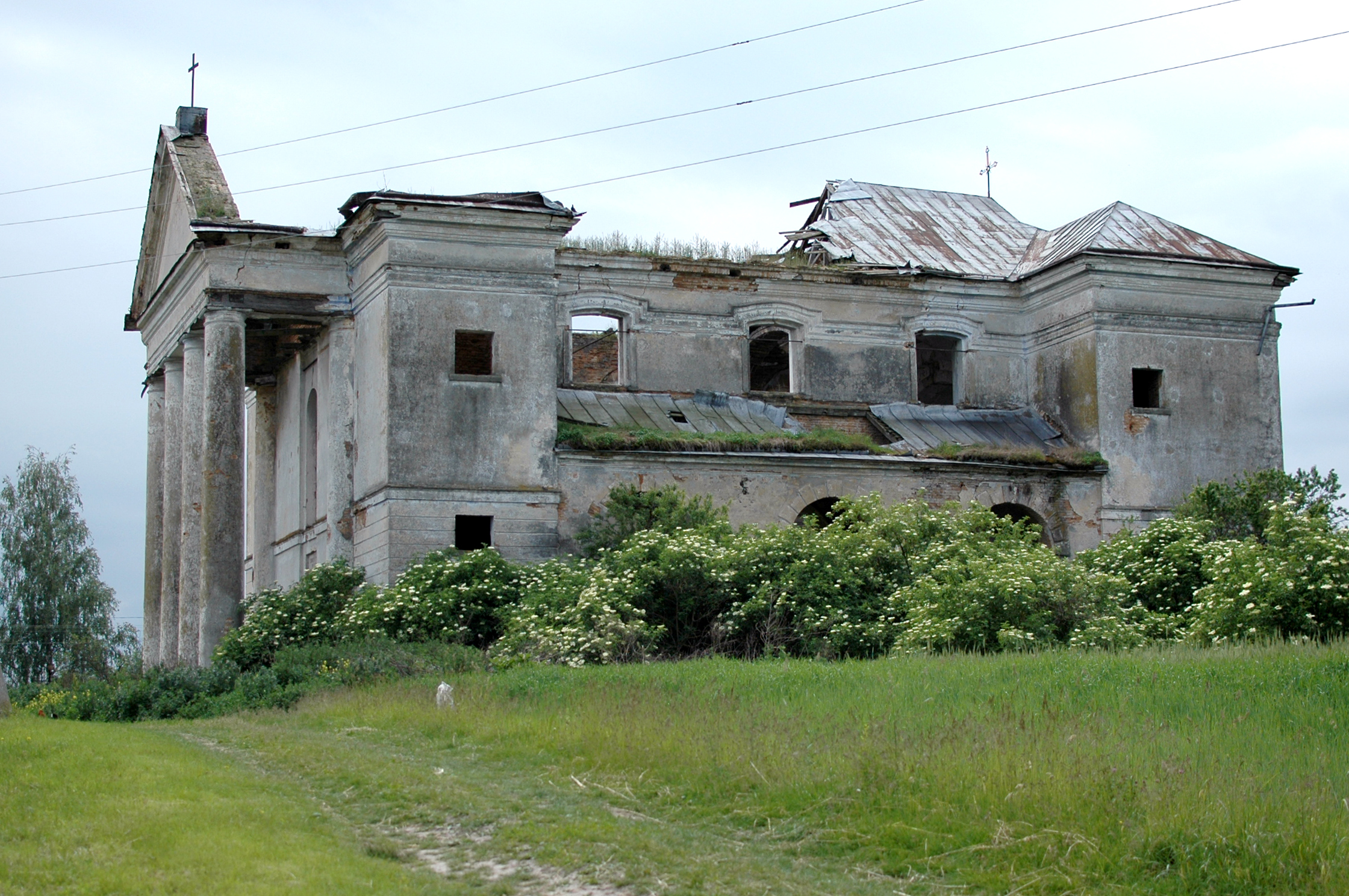
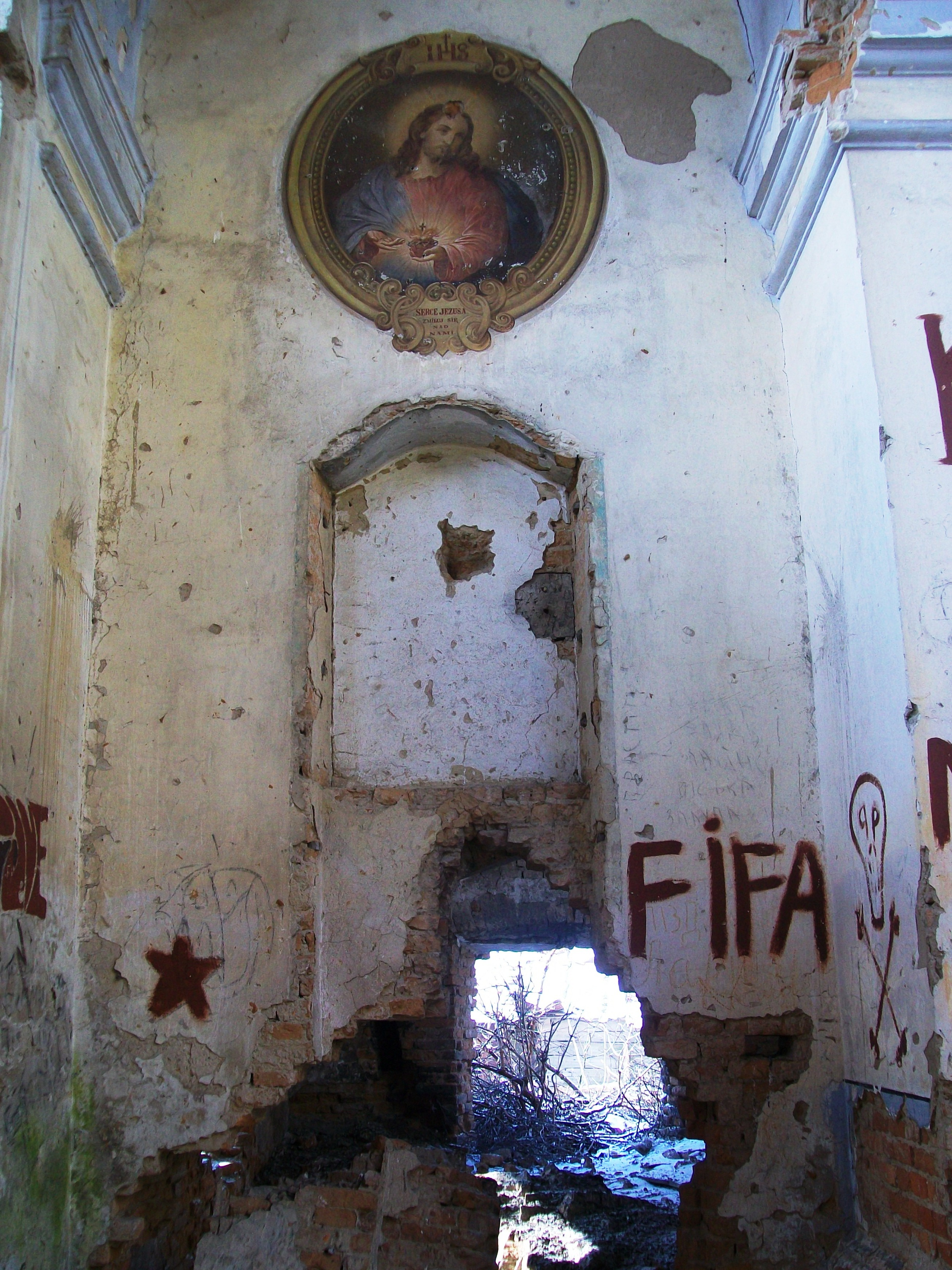
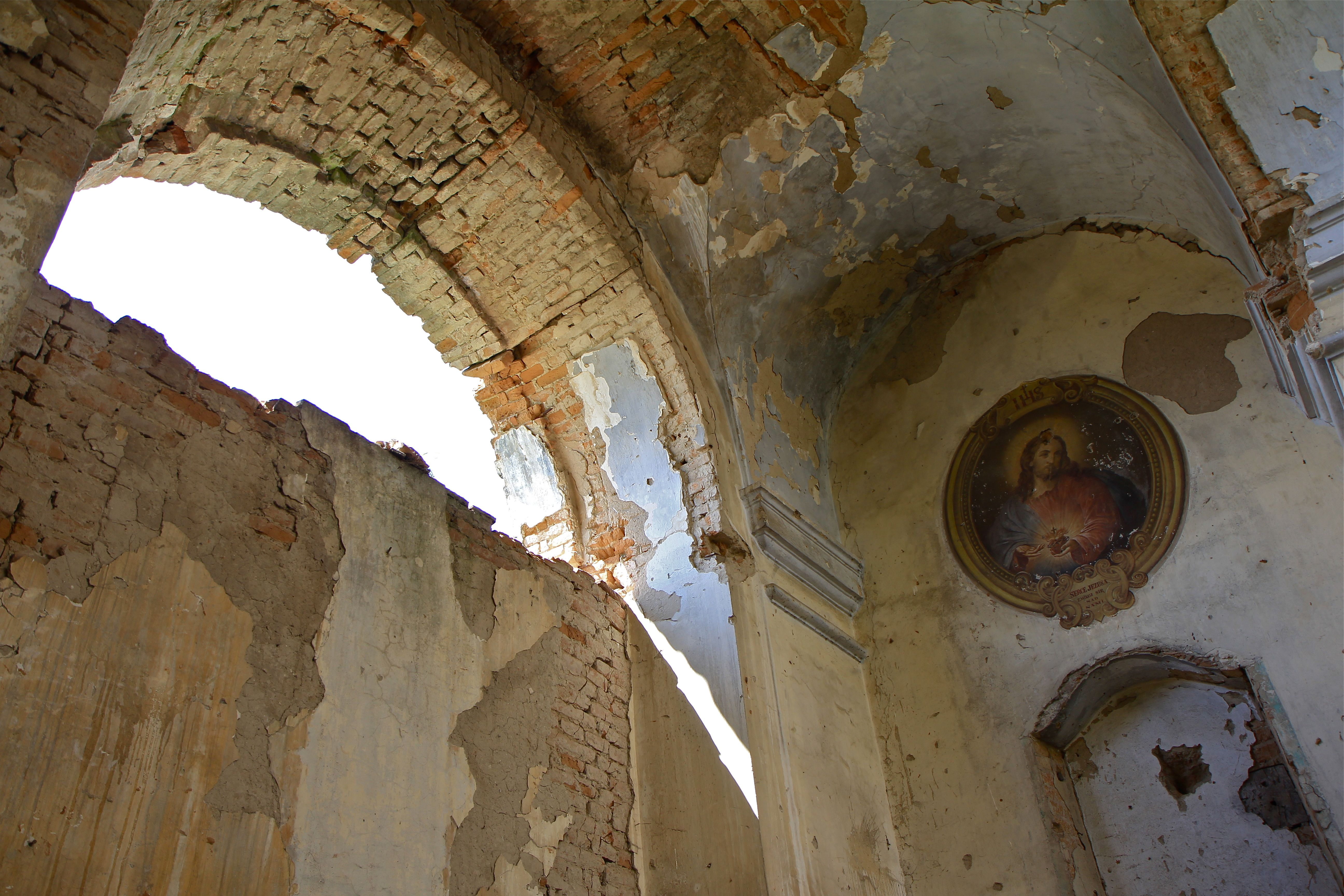